# Centre d'études en sciences sociales du religieux
 (avril 2025).
Motif : absence totale de sources secondaires
- Archive Wikiwix
- Bing
- Cairn
- DuckDuckGo
- E. Universalis
- Gallica
- Google
- G. Books
- G. News
- G. Scholar
- Persée
- Qwant
- (zh) Baidu
- (ru) Yandex
- (wd) trouver des œuvres sur Wikidata

| 1. | Préciser le motif de la pose du bandeau. | Précisez le motif de la pose du bandeau en utilisant la syntaxe suivante : {{admissibilité à vérifier\|date=juillet 2025\|motif=remplacez ce texte par le motif}}                                                      |
| 2. | Informer les utilisateurs concernés.     | Pensez à avertir le créateur de l'article, par exemple, en insérant le code ci-dessous sur sa page de discussion : {{subst:avertissement admissibilité à vérifier\|Centre d'études en sciences sociales du religieux}} |

Le Centre d'études en sciences sociales du religieux (CéSor) est une unité mixte de recherche (UMR 8216) affiliée à l'École des hautes études en sciences sociales (EHESS) et au Centre national de la recherche scientifique (CNRS). Spécialisé dans l'analyse des faits religieux sous un angle pluridisciplinaire, le CéSor rassemble des chercheurs en anthropologie, sociologie, histoire et sciences politiques.

## Historique
La création du CéSor, résulte d’une dynamique enclenchée en janvier 2013 à l’EHESS par la création du Programme de recherches interdisciplinaires (PRI) « Sciences sociales du religieux » qui a permis une première coopération entre les groupes et centres spécialisés dans ce domaine et a fait valoir la vitalité de ce champ de recherches dans de nombreux autres secteurs de l’École, en particulier du côté des aires culturelles et des sciences politiques.
Le CéSor a réuni en 2015 le CEIFR (Centre d’études interdisciplinaires des faits religieux, UMR 8216) et deux équipes jusqu’alors rattachées au Centre de recherches historiques (CRH) : le Centre d’anthropologie religieuse européenne (CARE) et le Groupe d’études byzantines, néo-helléniques et sud-est européennes. Il rassemble des chercheurs et enseignants-chercheurs confirmés, des doctorants et des mastérants attachés à des périodes historiques et des espaces géographiques extrêmement divers et qui explorent dans ce spectre très large toutes les formes du discours religieux, des pratiques rituelles et dévotionnelles et, plus généralement, pour l’époque contemporaine en particulier, les multiples aspects du « croire ».
Depuis son installation sur le Campus Condorcet, le centre noue des liens avec deux centres de l'EPHE (le GSRL et le LEM) afin de donner une plus grande visibilité aux Sciences sociales du religieux. Cela passe entre autres par une histoire réflexive de la discipline par le prisme des archives des fondateurs du GSR." Il passe ensuite par une exploration anthropologique, historique et sociologique des faits de croyance dans les sociétés humaines. Il passe par la recherche de nouvelles formes de production et de diffusion de la recherche par l’image filmique et par des modes de publication, numériques en particulier, aptes à se saisir d’un savoir mondialisé, multilocalisé et exposé à toutes les convulsions du monde contemporain. Le CéSor héberge la revue Archives de sciences sociales des religions, revue des éditions de l'EHESS, qui constitue une référence internationale en sociologie et anthropologie du fait religieux.

### Reconnaissance et évaluation
En 2023, le CéSor a fait l'objet d'une évaluation par le Haut Conseil de l’évaluation de la recherche et de l’enseignement supérieur (HCÉRES), qui a souligné « la qualité scientifique reconnue » du laboratoire, sa « cohérence thématique forte », et son « rayonnement international ». Le rapport met également en avant la diversité disciplinaire de ses membres et la vitalité de ses projets de recherche.

## Programmes et axes de recherche
- Axe 1 : Les frontières du religieux (Responsables : Sébastien Tank et Caroline Callard)
- Axe 2 : Les sciences sociales du religieux : archives et histoire - Les sciences sociales du religieux : archives et histoire (Responsables : Alexandra Delattre, Stéphane Ancel et Yamina Irid)
- Axe 3 : Images, utopies et religions (Responsables : Nathalie Luca et Stéphanie Latte-Abdallah)
- Axe 4 : "Le livre religieux, histoire(s) et société(s)" (Responsables : Emir Mahieddin et Filippo Ronconi)

### Contributions académiques
Les membres du CéSor publient régulièrement dans des revues de référence. Ils sont également auteurs d’ouvrages reconnus dans les champs de la sociologie, l’anthropologie et l’histoire du religieux.
Quelques publications notables :
- La sociologie des religions. Une communauté de savoir, Paris, Éditions de l’EHESS, coll. « En temps et lieux », (Préface Danièle Hervieu-Léger), 2019, 410 p.

- Le retour à la nature en vue des temps difficiles. L’utopie néo-rurale en France, Danièle Hervieu-Léger et Bertrand Hervieu, Editions de l'aube, 2024

- Dictionnaire critique de l'Église (Direction d'ouvrage), Dominique Iogna-Prat, Alain Rauwel, Frédéric Gabriel, 2023

- A contretemps le roman catholique dans le second XIXe siècle, Alexandra Delattre, Classique Garnier, 2024

- La Maison commune des Modernes, Entre traditions d’Église et utopies sociales (France, XIXe-XXe siècles), Dominique Iogna-Prat, PUF, 2024

- Une religion parmi d’autres. Le catholicisme en prison et à l'hôpital, Céline Béraud, PUF, 2025

- Juifs d'Argentine.Une histoire de justice, Sébastien Tank-Storper, Paris, Calmann Lévy, 2025

## Direction
- Directrice : Emma Aubin-Boltanski[8]
- Directeur adjoint : Filippo Ronconi[9]